# Myrmoderus
Genre
Myrmoderus est un genre de passereaux de la famille des Thamnophilidae. Il comprend cinq espèces d'alapis.

## Taxonomie
En 2018 le congrès ornithologique international  a rétabli le genre Myrmoderus séparé  du genre Myrmeciza après une étude de phylogénétique moléculaire par Isler, Bravo & Brumfield qui a montré la paraphylie de ce dernier.

## Répartition
Ce genre se trouve à l'état naturel dans le Nord de l'Amérique du Sud,,,,.

## Liste des espèces
Selon la classification de référence du Congrès ornithologique international (version 8.1, 2018) :
- Myrmoderus eowilsoni Moncrieff et al, 2018 — Alapi de Wilson
- Myrmoderus ferrugineus (Statius Müller, PL, 1776) — Alapi à cravate noire, Fourmilier à dos roux
  - Myrmoderus ferrugineus elutus (Todd, 1927)
  - Myrmoderus ferrugineus ferrugineus (Statius Müller, PL, 1776)
- Myrmoderus loricatus (Lichtenstein, MHK, 1823) — Alapi cuirassé, Fourmilier à bavoir
- Myrmoderus ruficauda (zu Wied-Neuwied, 1831) — Alapi barbu, Fourmilier à couronne brune
  - Myrmoderus ruficauda ruficauda (zu Wied-Neuwied, 1831)
  - Myrmoderus ruficauda soror (Pinto, 1940)
- Myrmoderus squamosus (Pelzeln, 1868) — Alapi écaillé, Fourmilier squameux